# TAN-Flug 414
Der TAN-Flug 414 war ein internationaler Linienflug der honduranischen Fluggesellschaft TAN Honduras. Auf diesem Flug kollidierte eine Boeing 727-224 am 21. Oktober 1989 bei Cerro de Hula, Honduras mit einem Berg. Das Flugzeug gehörte der Continental Airlines und wurde an die TAN Honduras verleast. Bei dem Unfall kamen 131 der 146 Personen an Bord der Maschine ums Leben. Es handelt sich um den schwersten Flugunfall in Zentralamerika.

## Maschine
Bei dem verunglückten Flugzeug handelte es sich um eine Boeing 727-224, die zum Zeitpunkt des Unfalls 21 Jahre und 4 Monate alt war. Die Maschine mit der Werknummer 19514 und der Modellseriennummer 597 wurde im Werk von Boeing auf dem Boeing Field im Bundesstaat Washington endmontiert und absolvierte am 21. Juni 1968 ihren Erstflug. Am 1. Juli 1968 wurde die Maschine an die Continental Airlines ausgeliefert, die diese mit dem Luftfahrzeugkennzeichen N88705 zuließ und ihr die Flottennummer 704 gab. Ab dem 7. Februar 1989 war die Maschine durch die Continental Airlines an die TAN Honduras verleast worden. Das dreistrahlige Schmalrumpfflugzeug war mit drei Turbojettriebwerken des Typs Pratt & Whitney JT8D-7B ausgestattet.

## Passagiere und Besatzung
Es befand sich eine achtköpfige Besatzung an Bord der Maschine. Die Cockpitbesatzung bestand aus dem 34-jährigen Kapitän Raúl Argueta, dem 26-jährigen Ersten Offizier Reiniero Canales und dem Flugingenieur Marco Figueroa, die alle bei der TAN Honduras beschäftigt waren. Den Flugabschnitt vom Flughafen Managua zum Flughafen Tegucigalpa hatten 138 Passagiere angetreten.

## Unfallhergang
Die Flugstrecke von San José nach Managua wurde ohne besondere Vorkommnisse geflogen. Auch der zweite Flugabschnitt verlief bis zum Anflug auf Tegucigalpa routinemäßig. Die Flugsicherung des Zielflughafens genehmigte einen Anflug auf Landebahn 01 unter Nutzung des Drehfunkfeuers und des Distance Measuring Equipments. Anstatt das vorgeschriebene Sinkflugverfahren anzuwenden, das einen schrittweisen Sinkflug vorsah, leitete die Besatzung in einer Entfernung von 11 Seemeilen vom Flughafen einen kontinuierlichen Sinkflug ein. Das Sinkprofil der Maschine lag während des gesamten Anfluges deutlich unter dem vorgegebenen Abwärtskurs. In einer Höhe von 4.800 Fuß prallte die Maschine etwa 800 Fuß unterhalb des Gipfels gegen einen Berg namens Cerro de Hula. Die Unfallstelle befand sich in 4,8 Seemeilen Entfernung von der Schwelle der Landebahn 01 des Flughafens Tegucigalpa. Beim Aufprall befand sich die Maschine in der Anflugkonfiguration. 

## Opfer und Überlebende
Der Rumpf der Maschine zerbrach beim Aufprall in drei Teile. Von den 131 Insassen überlebten zunächst nur 20 Personen, von denen fünf weitere in den Folgetagen starben. Letztlich überlebten 15 Personen den Unfall, darunter die dreiköpfige Cockpitbesatzung, eine Flugbegleiterin und elf Passagiere. Die meisten Überlebenden hatten sich im vorderen Rumpfbereich und damit im Cockpit und in der Ersten Klasse befunden. Dies lag daran, dass die Maschine beim Aufprall mit einer weit nach oben ausgerichteten Flugzeugnase gegen den Berg geflogen war, sodass die größten Aufprallkräfte vom mittleren und hinteren Teil des Rumpfes absorbiert wurden.

## Folgen
Die dreiköpfige Besatzung der Maschine wurde wegen Totschlags durch Nachlässigkeit angeklagt und vor Gericht gestellt. Die juristische Aufarbeitung des Falles wurde nie abgeschlossen. Exakt fünf Monate nach dem Unfall verunglückte eine Frachtmaschine vom Typ Lockheed L-188 Electra der TAN Honduras (HR-TNL) unter ähnlichen Umständen ebenfalls am Berg Cerro de Hula, wobei alle drei Insassen getötet wurden.

## Gedenken
Für die Opfer des Unfalls wurde am Ort des Unfalls eine Gedenkstätte errichtet.